# Bukovec (ort i Tjeckien)
Bukovec är en ort i Tjeckien. Den ligger i den östra delen av landet, 300 km öster om huvudstaden Prag. Bukovec ligger 457 meter över havet och antalet invånare är 1 364.
Terrängen runt Bukovec är huvudsakligen lite kuperad. Bukovec ligger nere i en dal. Runt Bukovec är det ganska tätbefolkat, med 124 invånare per kvadratkilometer. Närmaste större samhälle är Třinec, 18,0 km nordväst om Bukovec. I omgivningarna runt Bukovec växer i huvudsak blandskog.